# Anton Ignaz Ulbrich
Anton Ignaz Ulbrich (* ca. 1706 in Böhmen; † 14. Dezember 1796 in Wien) war ein österreichischer Musiker, Sänger (Bass) und Textdichter.

## Leben
Anton Ignaz Ulbrich war als Posaunist in der Hofmusikkapelle zunächst der Kaiserinwitwe Elisabeth Christine (1741–1750) und dann der Kaiserin Maria Theresia (ab 1750) tätig, in dieser auch als Bassist. 1794 wurde er durch Johann Michael Vogl ersetzt. Ferner sang er im Chor des Hofoperntheaters und in diversen Kirchen in Wien und komponierte auch.
Seine beiden Söhne Maximilian Ulbrich (1743–1814) und Anton Johann Nepomuk Ulbrich (1754–1830) waren gleichfalls als Musiker in Wien tätig.

## Werke
- Das durch den Tod erhaltene Leben von dem Wundertätigen Blut-Zeug Jesu Christi H. Johann von Nepomuck ... In einem Musikalischen Oratorio ... vorgestellet. Die Poesie verfaßt von Anton Ignatz Ulbrich. In die Musik übersetzt von Christoph Sonnleithner. Wien 1759. Digitalisat
- Deutliche Erklaerung der bey glücklich erlebten fünf hundert jaehrigen Jubelfeier einer ... Bruderschaft aller Heiligen Gottes unter dem Schutz der übergebenedeyten Himmels Königinn ... Mutter Gottes Mariä in der Löbl. uralten Pfarrkirche des Löbl. wienerischen Burgerspitals zu Sanct Clara (etc.). Wien 1768. Digitalisat
- Der büssende David: ein Oratorium abgesungen in den Privilegirten Theater nächst dem Kärntnerthor in der Adventzeit 1775. Die Musik ist vom Hrn. Ferdinand Bertoni, Kapellmeister und Direktor von dem Conservatorio von St. Lazaro in Venedig. In das Deutsche übersetzt von Hrn. Anton Ignaz Ulbrich k. k. Hofmusici. Wien 1775. Digitalisat
- Ode auf das hochfeyerliche Infulirungsfest, da aus allerhöchsten Gnaden Mariae Theresiae ..... Ignatius Parhamer ... infulirter Abt zu Proza im Erlauer Bißthume den 28. Augusti ernennet und den 29. des Herbstmonats mit dem Hirtenstabe und Inful ... eingesegnet und beehret wurde. Wien 1777. Digitalisat
- Danklied zu Gott wegen nach einer gefährlichen Krankheit glückselig erlangter Genesung Ihro verwittibten Röm. Kaiserl. Königl. Apostol. Majestät Maria Theresia bey den feyerlichst angestellten Dankfesten von dem gesammten frohlockenden Volke zu singen. Wien o. J.